# Der Flug des Adlers
Der Flug des Adlers (Originaltitel: Ingenjör Andrées luftfärd; englischer Titel: Flight of the Eagle) ist ein schwedisch-norwegisch-deutsches Filmdrama des Regisseurs Jan Troell aus dem Jahr 1982. Angelehnt an den halbdokumentarischen Roman Ingenieur Andrées Luftfahrt (1967) des Autors Per Olof Sundman, zeichnet er die historischen Ereignisse um Andrées Polarexpedition von 1897 nach. Die Hauptrolle des Expeditionsleiters Salomon August Andrée verkörpert Max von Sydow. 1983 war der Film für einen Oscar in der Kategorie bester fremdsprachiger Film nominiert.

## Handlung
Nachdem Andrée im August 1896 einen ersten Versuch abbrechen muss, mit dem Wasserstoffballon Örnen (auf Deutsch der Adler) den Nordpol zu erreichen, kehrt er von Spitzbergen nach Stockholm zurück, um einen neuen Anlauf im folgenden Jahr vorzubereiten. Im Zuge dieses Fehlschlags sieht er sich Kritik aus gesellschaftlichen und wissenschaftlichen Kreisen ausgesetzt, die auch der Expeditionsteilnehmer Nils Ekholm offen äußert. Andrée weiß alle Zweifel zu zerstreuen und treibt die Planungen für einen weiteren Versuch unermüdlich voran. Ekholm wird durch Knut Frænkel ersetzt. In Paris wird der Ballon in der Werkstatt von Henri Lachambre inspiziert, während sich der dritte Expeditionsteilnehmer Nils Strindberg mit seiner Freundin Anna Charlier verlobt.
Im Sommer 1897 brechen die Polarforscher wieder nach Spitzbergen auf, wo nach einiger Wartezeit auf günstigen Wind der Start gelingt. Doch schon bald treten Probleme auf und die Reise verläuft nicht so wie geplant. Nach einer Weile lässt sich der Ballon kaum noch in der Luft halten, so dass man auf dem Packeis landen muss. Die drei Männer sind gezwungen, mit schweren Schlitten einen mühsamen Fußmarsch zurück über das Eis anzutreten, der sie zunehmend an ihre körperlichen und mentalen Grenzen führt. Als sie endlich die unbewohnte und unwirtliche Insel Kvitøya erreichen, sind sie nahezu am Ende ihrer Kräfte. Nachdem zunächst der erschöpfte Strindberg gestorben und beerdigt worden ist, kommt auch Frænkel durch den Angriff eines Eisbären ums Leben. Der desillusionierte Andrée bleibt allein in der kargen Eiswüste zurück.

## Geschichtlicher Hintergrund und literarische Vorlage
Die grundlegende Handlung des Films basiert in weiten Teilen auf realen Geschehnissen, die sich auch anhand der Aufzeichnungen der Expeditionsteilnehmer nachvollziehen ließen. Diese wurden erst 1930 mit den Leichen der drei Männer (Andrées Tod wird im Film nicht gezeigt) in ihrem letzten Lager auf Kvitøya entdeckt, bis dahin galten die Forscher 33 Jahre als verschollen. Auch einige von Strindberg angefertigte Originalfotos vom Verlauf der Reise finden in kurzen Zwischenschnitten Verwendung, am Anfang des Films werden zudem Bilder der sterblichen Überreste der Männer eingeblendet.
Da die Tagebücher nicht alle offenen Fragen beantworten konnten, und sich insbesondere die Todesumstände von Andrée, Frænkel und Strindberg nicht abschließend klären ließen, enthält der Film auch fiktive Passagen. Dies betrifft freilich auch die Mehrzahl der Dialoge, die nicht wortgetreu überliefert sind. Daher lehnt sich der Film nicht nur dort an die literarische Vorlage von Sundman an, er übernimmt an vielen Stellen auch die Deutungen des Romans, der vor allem Andrée als komplexen Charakter darstellt: Die wagemutigen Pläne des intelligenten Wissenschaftlers stehen hier in immer stärkerem Kontrast zu den Selbstüberschätzungen und Fehlplanungen, in die er sich nicht zuletzt durch den von ihm entfachten öffentlichen Druck immer weiter hineintreiben lässt.
Es gibt auch einige Unterschiede zum Buch, das in der Ich-Form aus der Perspektive von Knut Frænkel geschrieben ist. So stirbt im Roman Andrée vor Frænkel, der sich am Ende nach Einnahme einer Überdosis Opium im geöffneten Zelt in die Kälte legt.

## Verschiedene Versionen, Aufführungen und Veröffentlichungen
Der Flug des Adlers feierte in der 140-minütigen Spielfilmversion seine Uraufführung am 26. August 1982 in Gränna, der Heimatstadt von Salomon August Andrée. In den deutschen Kinos war diese nicht zu sehen, doch die ARD strahlte bereits zwischen dem 16. und 23. Mai 1982 eine 180-minütige TV-Fassung in Form einer dreiteiligen Miniserie à 60 Minuten aus. Die Polyphon Film- und Fernsehgesellschaft war im Auftrag des WDR von deutscher Seite an der Produktion beteiligt. 1983 lief die Serie auch in Österreich und 1984 zudem in der Schweiz im Fernsehen. Seit den 1980er Jahren wurde sie nicht mehr wiederholt.
Die Spielfilmfassung wurde in einigen Ländern als VHS-Kassette veröffentlicht, unter anderem in Schweden und Kanada, stellt inzwischen allerdings eine Rarität dar. Auf DVD oder Blu-ray ist der Film bisher nicht erschienen. In Deutschland wird er gelegentlich auf Filmfestivals gezeigt, wie zum Beispiel bei den Nordischen Filmtagen Lübeck im November 2001 in seiner englisch untertitelten Originalversion.
Jan Troell verwendete diverse Szenen aus dem Film für seine 60-minütige Dokumentation Ballonfahrt in den Tod (Originaltitel: En frusen dröm; englischer Titel: A Frozen Dream), die 1997 zum 100-jährigen Jubiläum der Andrée-Expedition veröffentlicht wurde.

## Auszeichnungen und Nominierungen
Bereits vor der Oscar-Nominierung als Best Foreign Language Film im Jahre 1983, wurde Der Flug des Adlers in das Programm der Internationalen Filmfestspiele von Venedig 1982 aufgenommen. Regisseur Jan Troell war für den Goldenen Löwen nominiert, Hauptdarsteller Max von Sydow gewann den Pasinetti Award.

## Kritiken
„Panorama-Aufnahmen vom ewigen Eis, die auf der Leinwand vermutlich weit mehr faszinieren als auf dem Bildschirm, wechseln ab mit Groß- und Detailaufnahmen von den Männern und den ihnen gebliebenen Gegenständen, die Schlitten, das Boot, die Meßgeräte. Die Großaufnahmen zeigen nicht nur, wie sich die Strapazen in den Gesichtern der Männer abzeichnen, sie geben zuweilen auch deren Empfindungen preis. Denn in dieser verzweifelten Situation bleibt lange unausgesprochen, wie die Männer ihre Lage einschätzen.“

„Toward the end of the expedition, the personal drama of the three men, as they are overtaken by fate, is detailed with an intensity that is as moving as the earlier sequences are spectacular.“